# معادله گرونوالد–وینستین
در شیمی فیزیک آلی، معادله گرونوالد–وینستین(به انگلیسی: Grunwald–Winstein equation) یک رابطه انرژی آزاد خطی بین ثابت‌های سرعت نسبی و قدرت یونش سیستم‌های حلالی مختلف است که اثر حلال را به‌عنوان هسته‌دوست بر بسترهای مختلف توصیف می‌کند. این معادله نخستین بار توسط ارنست گرونوالد و سائول وینستین در سال ۱۹۴۸ ابداع شد که می‌توان آن را به شکل زیر نوشت:
{\displaystyle \log {\frac {k_{x,sol}}{k_{x,\ 80\%\ {\ce {EtOH}}}}}=mY}
که در آن kx, sol و kx, 80% EtOH ثابت سرعت حلال‌کافت برای یک ترکیب خاص در سیستم‌های مختلف حلال و در حلال مرجع، ۸۰ درصد اتانول در آب، هستند. پارامتر m پارامتری است که حساسیت سرعت حلال‌کافت را با توجه به Y، میزان قدرت یونش حلال، اندازه‌گیری می‌کند.

## همچنین ببینید
- معادله هامت
- رابطه کمی ساختار-فعالیت